# George Stephenson
George Stephenson (født 9. juni 1781, død 12. august 1848), født i Wylam i England, var ingeniør og jernbanepioner, som konstruerede det berømte og historisk vigtige dampdrevne lokomotiv, som fik navnet Rocket, bygget i 1829.
Stephenson byggede sit første damplokomotiv i 1814 som fik navnet Blücher, som blev brugt til erstatning af hestetrukne vogntog i et kulmineområde.
Lokomotivet kunne trække en last på 30 tons, det havde hjul med flanger for at holde maskinen på sporet og trækkraften var kun afhængig af kontakten mellem hjul og spor, hvilket gav den fornødne friktion.
Den af ham valgte sporvidde (1.435 mm) er i dag standardsporvidden for de fleste af verdens jernbaner.
Stephenson oprettede verdens første lokomotivfabrik i 1823 i Newcastle upon Tyne
En anden væsentlig konstruktion han frembragte i 1815, var en sikkerhedslampe, Geordie-lampen, til brug i kulminerne. Lampen havde stor betydning for det dengang eksplosionsfarlige arbejde i minerne.